# Synstrophius muricatus
Synstrophius muricatus är en spindelart som beskrevs av Cândido Firmino de Mello-Leitão 1942. Synstrophius muricatus ingår i släktet Synstrophius och familjen krabbspindlar. Inga underarter finns listade i Catalogue of Life.